# Buhonca
Buhonca est un village situé au Nord-Est de la Roumanie, faisant partie de la commune de Doljești, județ de Neamt.
La population du village (750 habitants) est majoritairement de religion catholique. Le village est situé à une distance de 18 km de la ville de Roman, à 60 km de la ville de Piatra Neamț (chef-lieu du județ de Neamț) et à 70 km de Iași, capitale de la région.